# Víctor Gay Zaragoza
Víctor Gay Zaragoza (Barcelona, 1982) es un escritor, consultor español y profesor asociado de IE Business School especialista en comunicación, narrativas de marca y storytelling. Es autor de Revoluciona el algortimo: cómo potenciar tu storytelling con inteligencia artificial,El Camino Amarillo: 7 pasos para tener éxito contando una historia, ensayos como Filosofía Rebelde y 50 libros que cambiarán tu vida, y la novela histórica El Defensor.

## Trayectoria
Cómo formador y consultor se dedica al storytelling en entornos profesionales. En ese contexto, inventó su propio método adaptando las técnicas narrativas y de guion usadas en Hollywood por John Truby y Robert McKee al mundo profesional y combinándolo con su propia experiencia, lo cual se plasmó en El camino amarillo: 7 pasos para tener éxito contando una historia.
A los 26 años publicó su primer libro, Filosofía Rebelde, un ensayo sobre la esencia común que subyace en las religiones y filosofías del mundo. Su segunda obra fue 50 libros que cambiarán tu vida, que llegó al número 1 entre los libros más vendidos. Su tercer libro fue El defensor, una novela histórica ambientada en 1940 durante los días del juicio y ejecución del presidente de Cataluña, Lluís Companys, cuyo protagonista es Ramón de Colubí, capitán de artillería del bando nacional que trató de salvar la vida del presidente republicano.
Durante la fase de investigación para El defensor, descubrió que Ramón de Colubí y Lluís Companys estaban emparentados; en la documentación de la novela se aportan las partidas de nacimiento que muestran cómo el abuelo de Companys (Ramón María de Jover y de Viala) era primo hermano de la abuela de Colubí (María de la Asunción de Viala Masalles), a su vez parientes del propio Gay Zaragoza.
En febrero de 2025 publicó "Revoluciona el algoritmo: cómo potenciar tu storytelling con inteligencia artificial".

## Obra literaria
- Filosofía Rebelde: Un viaje a la fuente de la sabiduría (2011)
- 50 Libros que cambiarán tu vida (2011)
- El Defensor (2015)
- El Camino Amarillo: 7 pasos para tener éxito contando una historia (2017)
- Revoluciona el algoritmo: cómo potenciar tu storytelling con inteligencia artificial (2025)

## Premios y reconocimientos
- Premio a la formación con más aplicación práctica por el Foro RRHH (Foment del treball).
- Dos premios a la excelencia académica de IE University por las clases impartidas en el curso académico 2023-2024.
- Seis premios a la excelencia académica de IE Universitypor las clases impartidas en el curso académico 2024-2025.